# Circumcisionsstil
Der Circumcisionsstil (auch Zirkumzisionsstil) ist ein Kalenderstil, demzufolge das Jahr mit dem 1. Januar beginnt. Diese Zählweise ist die heute weltweit gebräuchlichste. Die Bezeichnung leitet sich von dem christlichen Fest der Beschneidung des Herrn (Circumcisio Domini) ab, das an diesem Tag traditionell gefeiert wurde, und ist besonders in den Historischen Hilfswissenschaften gebräuchlich.

## Geschichte

### Antike
Seit 153 v. Chr. wurde der Beginn des römischen Jahres an den Kalenden des Ianuarius begangen, also dem 1. Januar. In der Spätantike polemisierte die römische Kirche gegen den 1. Januar als Jahresbeginn. Sie begann das Jahr meist am 25. Dezember (Weihnachten, daher Nativitätsstil). Das Konzil von Tours verbot 567 die traditionellen Feiern zum 1. Januar. Trotzdem blieb der Tag als Jahresbeginn im bürgerlichen Leben teilweise noch länger in Gebrauch, auch als Beginn des Rechnungsjahres. Seit dem 6. Jahrhundert wurde im Kirchenjahr an diesem Tag das Fest der „Beschneidung des Herrn“ (Circumcisio Domini) begangen.

### Mittelalter
In England war der Circumcisionsstil zwischen 1066 und 1155 zum Teil gebräuchlich, in Neapel von etwa 1266 bis 1284 durchgehend. Die königliche Kanzlei von Rudolf I. verwendete ihn von 1273 bis 1291, ebenso die von Ludwig dem Bayern zwischen 1314 und 1323, die Kanzleien der anderen deutschen Könige und Kaiser verwendeten fast ausschließlich den Nativitätsstil.
Das Bistum Münster führte 1313 den 1. Januar als Jahresbeginn ein; die Kanzlei der Stadt Frankfurt am Main verwendete ihn von 1338 bis 1484 durchgehend, im 14. Jahrhundert zuweilen auch Kurmainz, Meißen, Thüringen und ab etwa 1450 die polnische Königskanzlei. Der verbreitete Jahresanfang blieb jedoch der 25. Dezember, seltener der 25. März (Verkündigung des Herrn, daher Annuntiationsstil) oder regional andere Tage.

### Neuzeit
Erst im Verlauf des 16. Jahrhunderts setzte sich der 1. Januar als Jahresanfang in Deutschland fast überall durch, ebenso in Frankreich, den Niederlanden, Dänemark, Schweden und weiten Teilen der Schweiz, im frühen 17. Jahrhundert dann auch im Erzbistum Trier. Die päpstliche Kanzlei verwendete ihn ab 1621, Papst Innozenz XII. ab 1691 für seine Bullen.
1700 legte Zar Peter der Große für Russland den 1. Januar als Jahresbeginn fest, 1764 England. Napoleon legte 1797 für die von seinen Truppen besetzte Republik Venedig, deren Jahresbeginn bis dahin der 1. März war, gleichfalls den 1. Januar fest. In den folgenden Jahrhunderten wurde der 1. Januar auch in vielen Ländern außerhalb Europas der erste Tag des Jahres, so seit 1873 auch in Japan.